# Pterolepis glomerata
Pterolepis glomerata là một loài thực vật có hoa trong họ Mua. Loài này được (Rottb.) Miq. miêu tả khoa học đầu tiên năm 1840.

## Hình ảnh

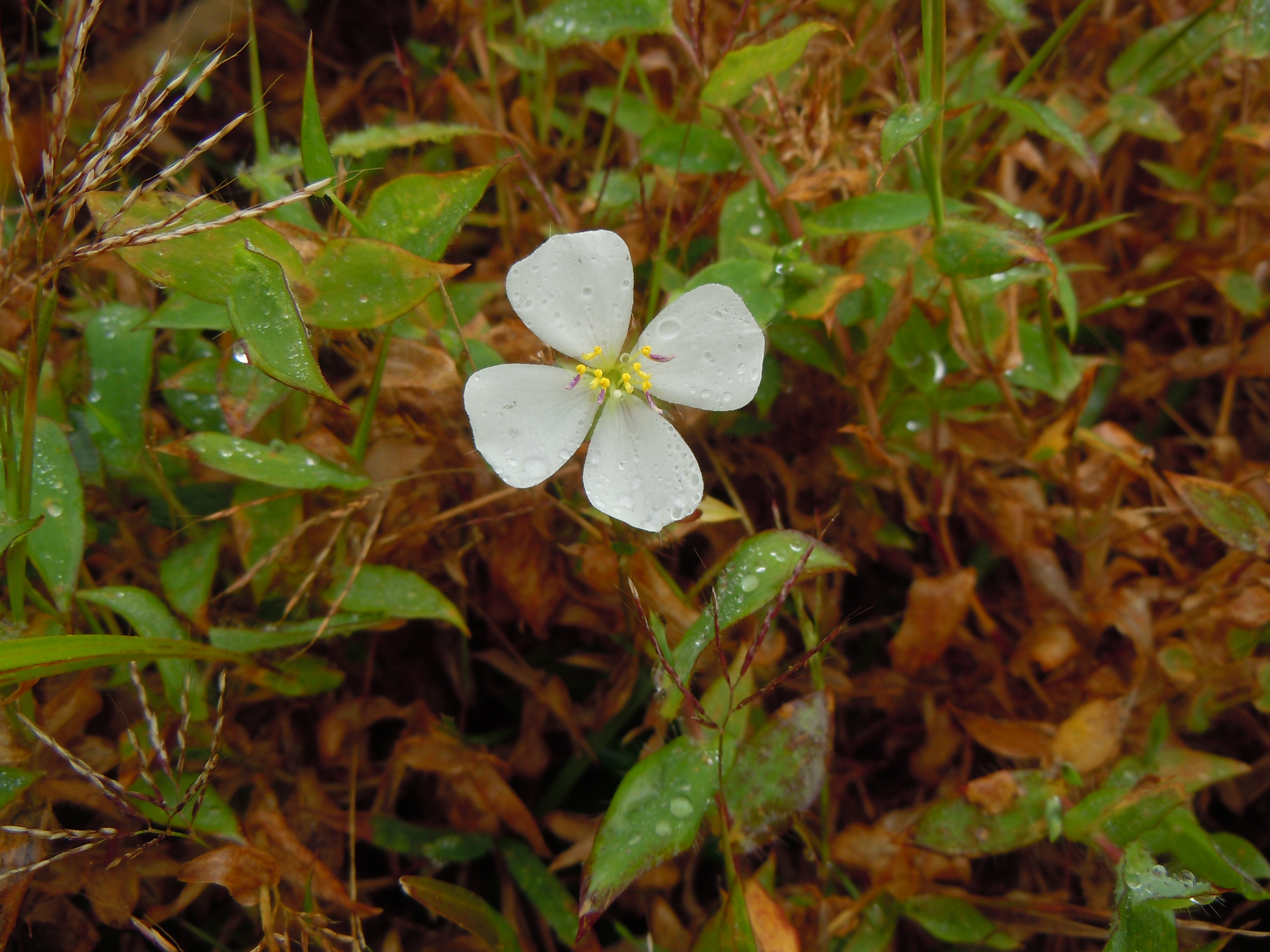
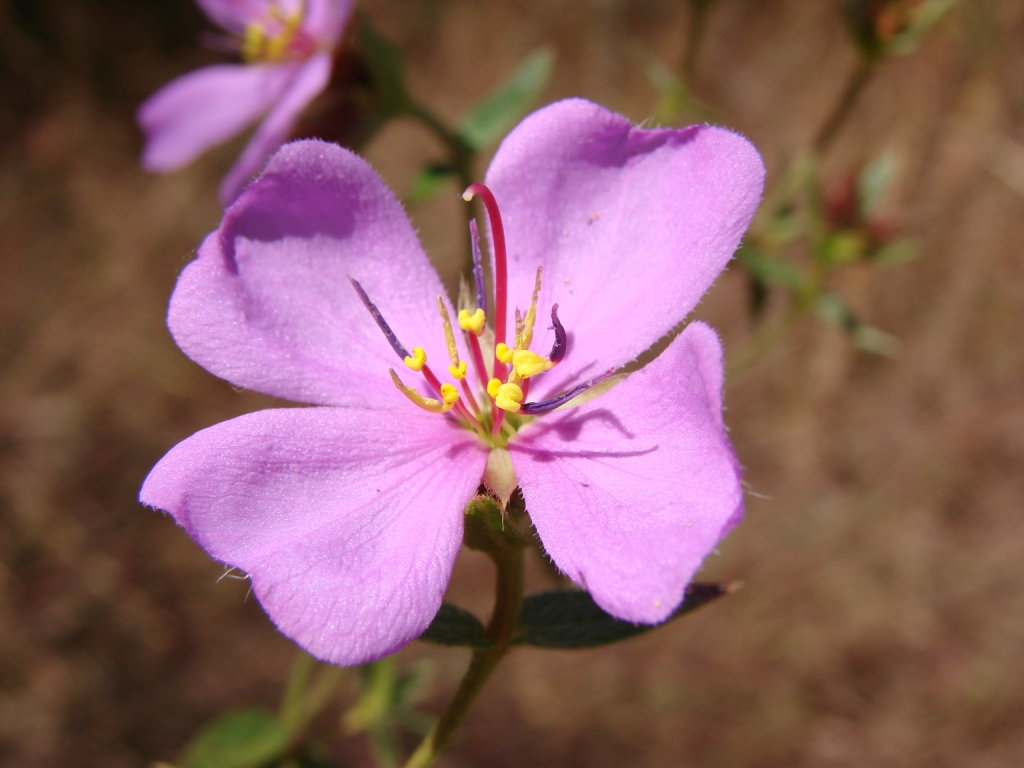
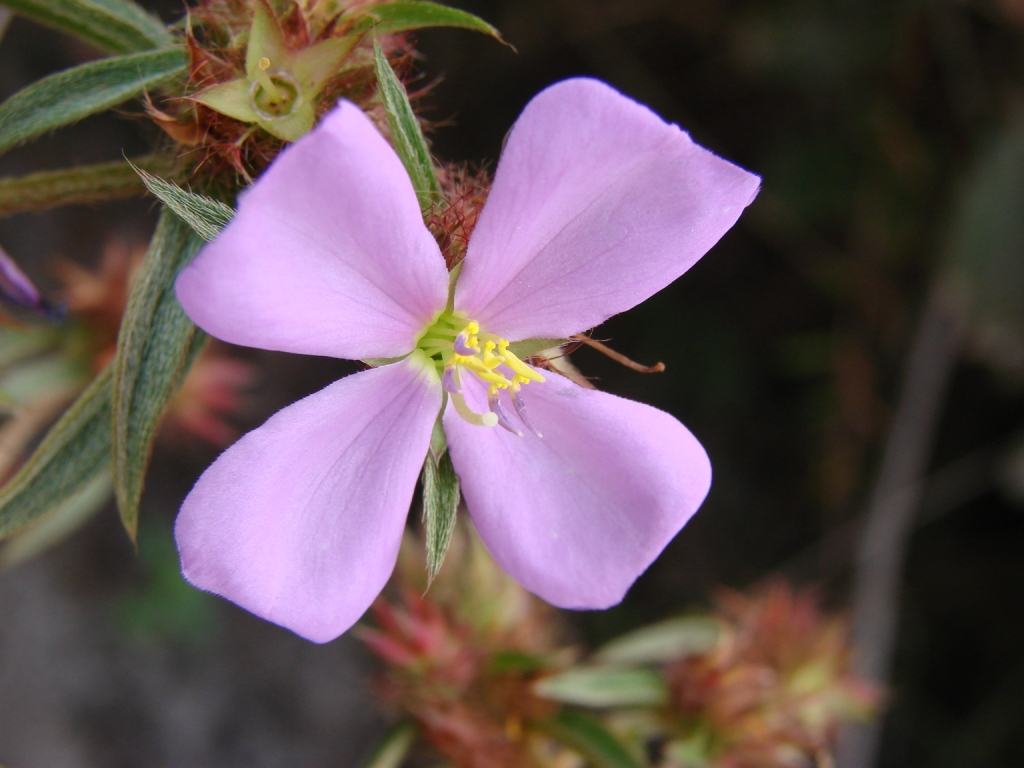
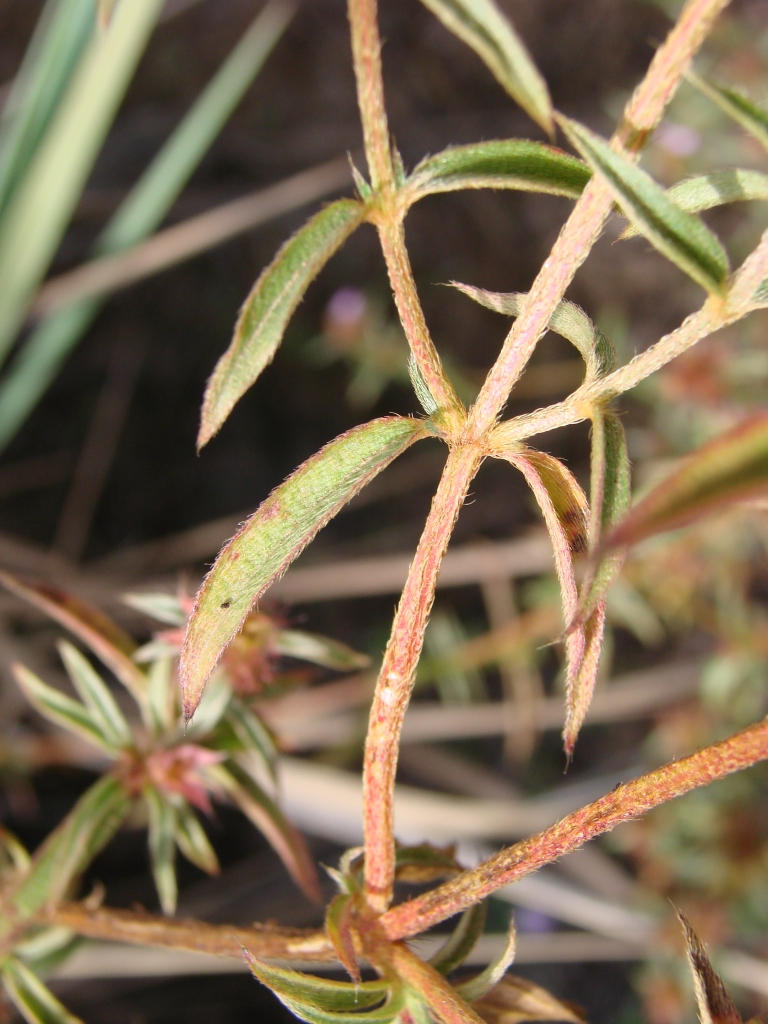